# 库木吐喇千佛洞
库木吐喇千佛洞又稱库木吐喇石窟、庫木吐拉石窟。位於庫車城西南約30公里處，從渭幹河龍口水電站北上2公里處，分佈於庫木吐拉村的北面綿延長3公里渭幹河崖壁上，共有112個石窟。
庫木吐拉石窟開鑿時期較克孜爾石窟晚，但經歷時間越千年。這裡的石窟有巨型的中心塔柱窟、殿式窟、複含式、支提窟和毗柯羅窟、僧房窟，羅漢窟等.佛寺多以5—6個中心塔柱石窟和其他窟組成.石窟內相當一部分壁畫保存得比較完好，只是近年由於水庫影響受到損害，現有40多個石窟壁畫得以保存，早期壁畫（西元3—6世紀）融合了犍陀羅、波斯藝術風格形成了鐵線描、凹凸法、人體暈染等獨特的龜茲風，壁畫內容以佛因緣故事為主。佈置在頂部和四壁，分層分格繪製並有龜茲文的題釋，中期（7世紀）壁畫反映出濃烈的漢唐風和龜茲風並存的特徵，內容以千佛、列佛畫多，明顯轉入大乘佛教系統。晚期（9世紀）壁畫則為龜茲回鶻風，類似唐末宋初畫風。題名款式亦厲中原風格，有的並用漢字，回鶻文合壁榜書。
南區的GK20窟中保留著新疆目前發現的惟一完好的古代泥塑佛像，亦屬珍品。